# Les Tres Creus (Montmeló)
Les Tres Creus és una muntanya de 150 metres que es troba entre els municipis de Montmeló i de Montornès del Vallès, a la comarca del Vallès Oriental.
Al cim s'hi troba un vèrtex geodèsic (referència 291118001).